# 庫拉 (保加利亞)

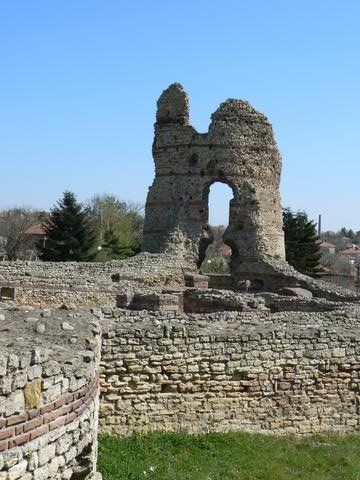

庫拉是保加利亞的城鎮，位於該國西北部，距離首府維丁30公里，毗鄰與塞爾維亞接壤的邊境，由維丁州負責管轄，海拔高度204米，受大陸性氣候影響，2009年人口3,287，居民主要信奉東正教。

## 外部連結
- Website about Kula （页面存档备份，存于）